# Euphylidorea fratria
Euphylidorea fratria är en tvåvingeart som först beskrevs av Osten Sacken 1869.  Euphylidorea fratria ingår i släktet Euphylidorea och familjen småharkrankar. Inga underarter finns listade i Catalogue of Life.